# Hainivka, Oleksandrivka
Hainivka (în ucraineană Хайнівка) este un sat în comuna Stavîdla din raionul Oleksandrivka, regiunea Kirovohrad, Ucraina.

## Demografie
Componența lingvistică a localității Hainivka
     Ucraineană (98,25%)
     Belarusă (1,75%)
Conform recensământului din 2001, majoritatea populației localității Hainivka era vorbitoare de ucraineană (98,25%), existând în minoritate și vorbitori de belarusă (1,75%).